# Tomáš Pekhart
Tomáš Pekhart (ur. 26 maja 1989 w Sušicach) – czeski piłkarz, występujący na pozycji napastnika, były reprezentant Czech.

## Kariera klubowa
Tomáš Pekhart urodził się na terenie dawnej Czechosłowacji. W wieku 12 lat podjął treningi w klubie TJ Sušice, by po roku przenieść się do TJ Klatovy. Stamtąd w 2003 trafił do szkółki juniorów Slavii Praga, a w 2006 roku przeprowadził się do Anglii i podpisał kontrakt z Tottenhamem Hotspur. W sezonie 2006/2007 strzelił 19 goli w 20 meczach dla akademii ekipy „Spurs”, zaliczył także 12 występów w rezerwach Tottenhamu.
26 sierpnia 2008 roku Pekhart został wypożyczony na pół roku do grającego w The Championship Southamptonu. W jego barwach zadebiutował 14 września w przegranym 4:1 wyjazdowym spotkaniu z Queens Park Rangers, natomiast 17 września strzelił gola w zremisowanym 2:2 pojedynku przeciwko Ipswich Town. Łącznie w 9 ligowych pojedynkach zdobył 1 bramkę.
W styczniu 2009 Pekhart na zasadzie rocznego wypożyczenia trafił natomiast do Slavii Praga. Strzelił dla niej zwycięskie bramki w ligowych meczach przeciwko FK Baumit Jablonec (2:1) i Tescomie Zlín (1:0).
W styczniu 2010 trafił do FK Jablonec. W 2011 roku został wypożyczony do Sparty Praga. W latach 2011–2014 grał w 1. FC Nürnberg. Latem 2014 przeszedł do FC Ingolstadt 04. W lutym 2016 został pozyskany przez AEK Ateny. W Grecji spędził jeden sezon, po którym wyjechał do Izraela, gdzie reprezentował barwy Hapoelu Beer Szewa. 13 sierpnia 2018 roku związał się z hiszpańskim drugoligowcem – UD Las Palmas.
10 lutego 2020 roku podpisał kontrakt z Legią Warszawa. Umowa została zawarta na 2,5 roku. W stołecznym zespole występował z numerem 9 na koszulce. 22 lutego zadebiutował w nowej drużynie w wygranym 4:0 meczu z Jagiellonią i strzelił bramkę w 90. minucie spotkania. 21 marca 2021 strzelił cztery gole w wygranym 4:0 wyjazdowym meczu z Zagłębiem Lubin. 30 czerwca 2022 roku wygasł jego kontrakt z warszawskim klubem.
10 sierpnia 2022 roku podpisał dwuletni kontrakt z tureckim klubem Gaziantep FK.
Pomimo zainteresowania ze strony Rakowa Częstochowa, 30 stycznia 2023 wrócił do Legii Warszawa. 12 marca 2023 w meczu przeciwko Stali Mielec zdobył setną bramkę w karierze, dołączając do czeskiego Klubu Ligowych Kanonierów (nagroda dla czeskich piłkarzy z przynajmniej stoma golami), za co 1 kwietnia 2023, przed ligowym meczem przeciwko Rakowowi Częstochowa, otrzymał nagrodę, przy udziale delegacji czeskiej. 4 kwietnia 2023, występując przeciwko KKS 1925 Kalisz w półfinale Pucharu Polski, rozegrał setny mecz dla Legii. 2 maja 2023 zdobył z Legią Puchar Polski, a 15 lipca 2023 Superpuchar Polski. 21 lipca 2023, w wygranym 3:0 meczu Ekstraklasy z ŁKS Łódź, zdobył hat-tricka.

## Kariera reprezentacyjna
Pekhart ma za sobą występy w młodzieżowej reprezentacjach Czech. Grał w drużynach do lat 16, 17, 18, 20 i U-21. Uczestniczył między innymi w Mistrzostwach Europy U-17 2006 oraz Mistrzostwach Świata U-20 2007. Czesi na obu tych turniejach wywalczyli srebrne medale. W reprezentacji do lat 21 czeski napastnik zadebiutował 21 sierpnia 2007 w przegranym 0:1 pojedynku ze Szkocją. 9 czerwca 2009 strzelił hat-tricka w zwycięskim 8:0 spotkaniu z San Marino. W seniorskiej reprezentacji zadebiutował 22 maja 2010 w meczu z Turcją (2:1).

## Sukcesy

### Slavia Praga
- Mistrzostwo Czech: 2008/2009

### FC Ingolstadt 04
- Mistrzostwo 2. Bundesligi: 2014/2015

### AEK Ateny
- Puchar Grecji: 2015/2016

### Hapoel Beer Szewa
- Mistrzostwo Izraela: 2017/2018
- Puchar Izraela: 2017/2018
- Superpuchar Izraela: 2017

### Legia Warszawa
- Mistrzostwo Polski: 2019/2020, 2020/2021
- Puchar Polski: 2022/2023[12], 2024/2025 [15]
- Superpuchar Polski: 2023[13]

### Reprezentacyjne
- Wicemistrzostwo Europy U-17 2006
- Wicemistrzostwo Świata U-20 2007[16]
- ćwierćfinalista EURO 2012 i EURO 2020

### Indywidualne
- Król strzelców Ekstraklasy: 2020/2021 (22 gole)[17]
- Obcokrajowiec Roku w Plebiscycie Piłki Nożnej: 2020

## Życie prywatne
Żonaty. Ma dwie córki, druga urodziła się w Warszawie.